# Juan Aubriot
Juan María Aubriot (ur. 1876, zm. 1930) – urugwajski architekt.
Studiował matematykę na Uniwersytecie Republiki w Montevideo, którą ukończył w 1904 roku. Zajął się architekturą i projektowaniem budynków. Wraz z Silvio Geranio zaprojektował budynek wydziału prawa macierzystego Uniwersytetu. Potem razem z Cándido Lerena Juanicó stworzył projekt zabudowy dzielnicy Carrasco w stolicy kraju Montevideo. Najbardziej znany jest z zaprojektowania wraz z Ricardo Valabrega budynku Palacio Lapido.